# 廣興紙寮
廣興紙寮，位於南投縣埔里鎮鐵山路310號，由廣鴻興有限公司經營運作，是臺灣一家結合文化保存與觀光發展的造紙廠。起初廣興紙寮是家傳統造紙廠，因大環境變化為求出路而轉型，成為開放遊客觀光及動手體驗的紙工廠。

## 歷史
廣興紙寮最早於1965年成立，由黃耀東先生創立「廣興製紙加工所」。隨著營運步入佳境，於1973年更名「廣興造紙廠」，並著手生產手工宣紙向臺灣市場銷售。在經過多年改良研發後，1991年開始將高品質的手工宣紙向日本、韓國等地銷售。隨著臺灣社會的變遷，面臨著許多產業外移及關廠的命運之下，黃煥彰先生與當地的文化工作者一同商議，決定將造紙產業轉型，將傳統造紙的流程：抄紙、壓紙、烘紙、拓印，設計出可結合與遊客觀光及教育推廣，並成立解說導覽員及產業文物館，使得廣興紙寮保存了傳統造紙的方法及展示了傳統造紙的原貌，成為當地的文化觀光景點。

## 紙工藝
廣興紙寮除傳統手工造紙的推廣，同時進行跨界合作讓農廢成為紙材，如洋蔥皮、蒜末、甘蔗渣等農作物。近期也開發特殊素材如收天燈、鞭炮屑、香灰。

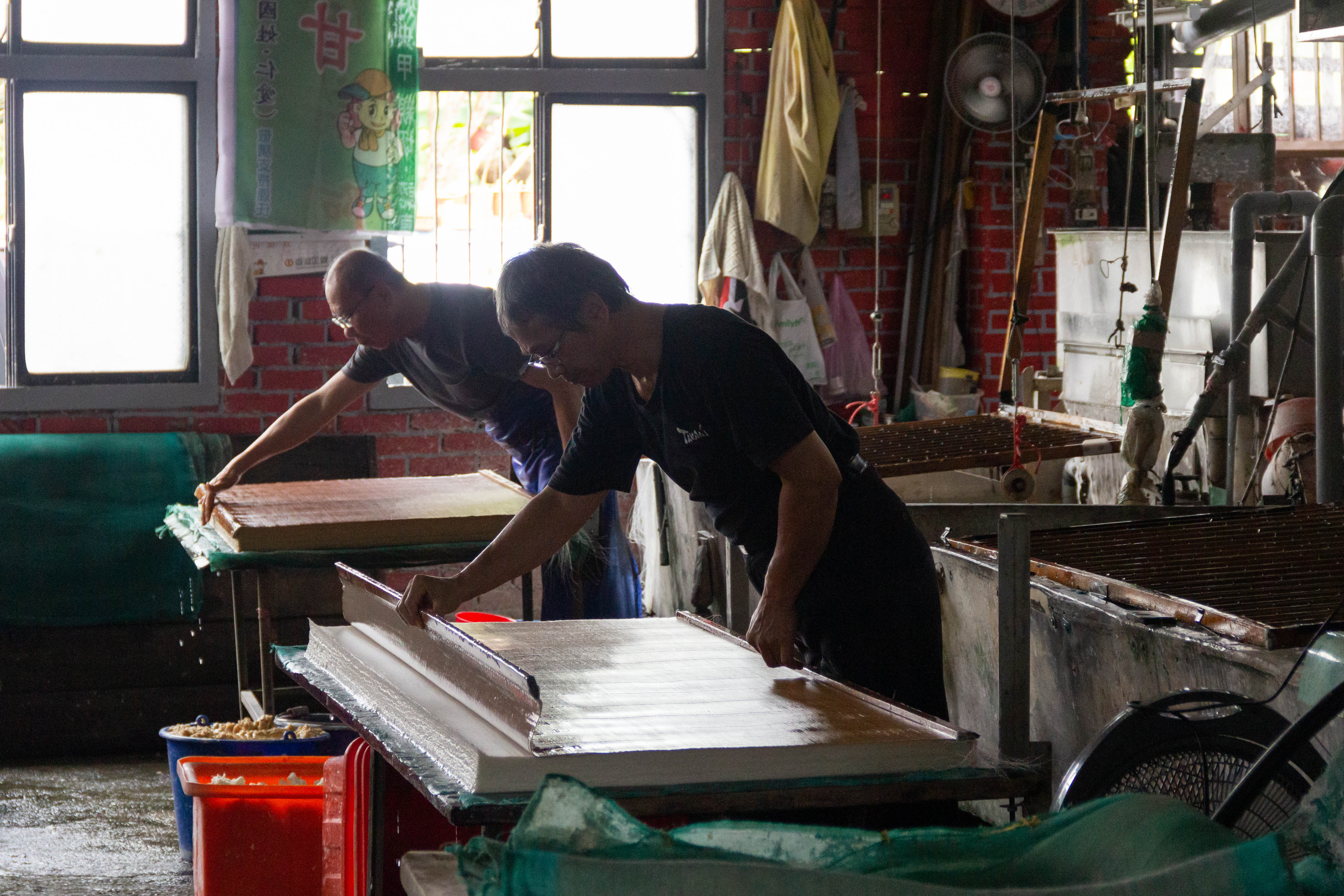
正在示範造紙流程的廣興紙寮。